# 小行星3448
小行星3448（英語：3448 Narbut）是一颗围绕太阳公转的小行星。1977年8月22日，尼古拉·切爾尼赫在克里米亚发现了此天体。
这颗小行星的绝对星等为349.3945797815023等。